# Пелевіно
Пеле́віно (рос. Пелевино) — село у складі Сладковського району Тюменської області, Росія.
Населення — 143 особи (2010, 209 у 2002).
Національний склад станом на 2002 рік:
- росіяни — 77 %